# Grönkronad briljant
Grönkronad briljant (Heliodoxa jacula) är en fågel i familjen kolibrier.

## Utseende
Grönkronad briljant är en rätt stor och slank kolibri med lång stjärt och rak näbb. Hanen är helt smaragdgrön med en liten blå strupfläck som dock bara syns i vissa vinklar. Honan har grönfläckat bröst, ett tydligt vitt mustaschstreck och en vit fläck bakom ögat.

## Utbredning och systematik
Grönkronad briljant delas in i tre underarter med följande utbredning:
- H. j. jacula – förekommer i bergsområden i allra östligaste Panama och i Anderna i Colombia
- H. j. henryi – förekommer i fuktiga bergsskogar i Costa Rica och västra Panama
- H. j. jamesoni – förekommer i Anderna i sydvästra Colombia och västra Ecuador

## Levnadssätt
Grönkronad briljant hittas i bergsskogar och skogsbryn. Den ses ofta besöka kolibrimatare.

## Status
Arten har ett stort utbredningsområde och beståndet anses vara stabilt. Internationella naturvårdsunionen IUCN listar den därför som livskraftig (LC). Beståndet uppskattas till i storleksordningen en halv miljon till fem miljoner vuxna individer.

## Bilder

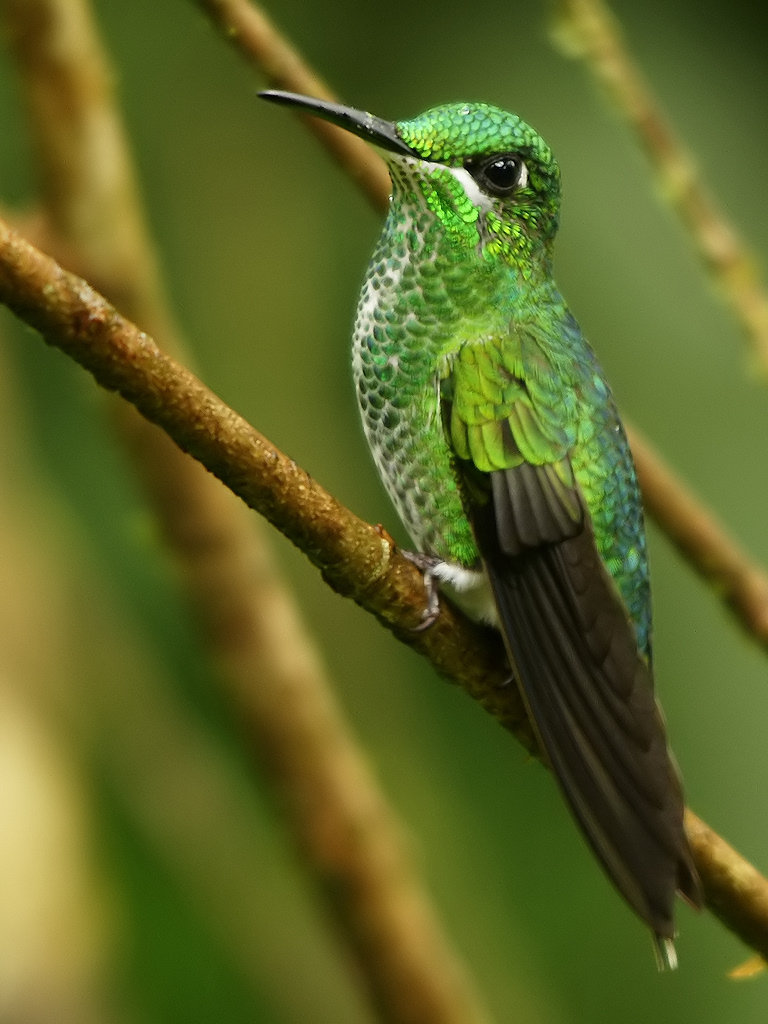
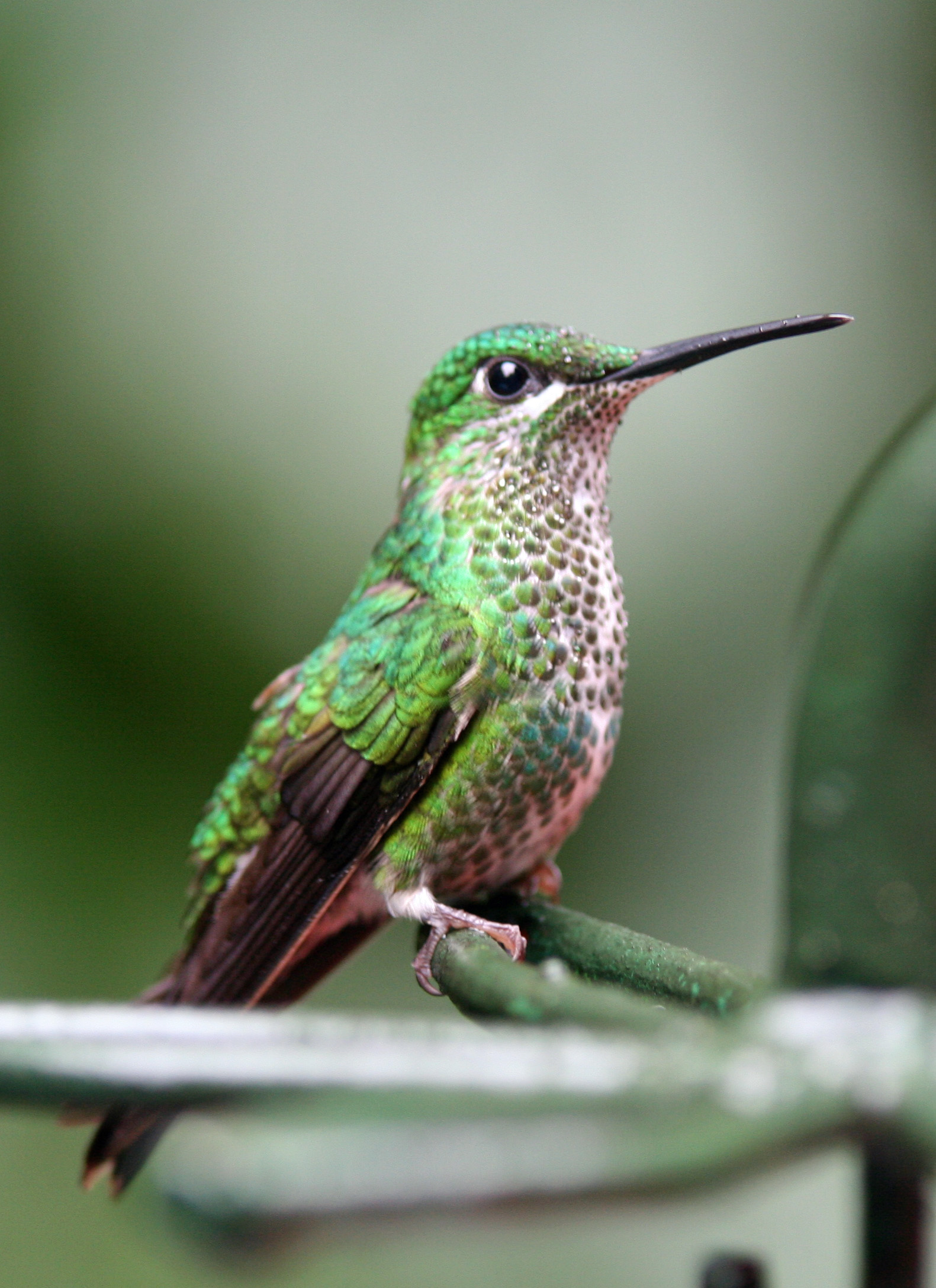
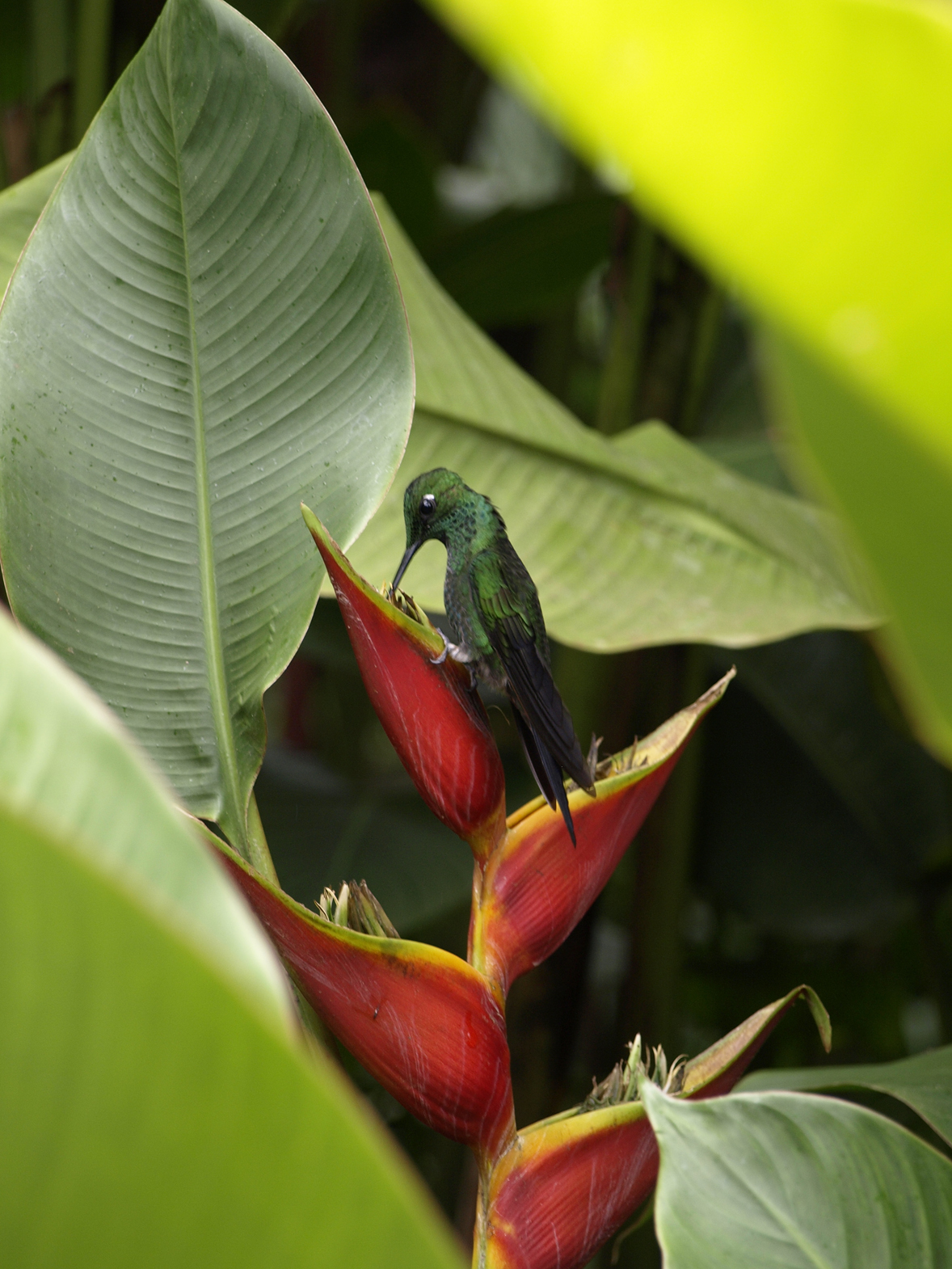
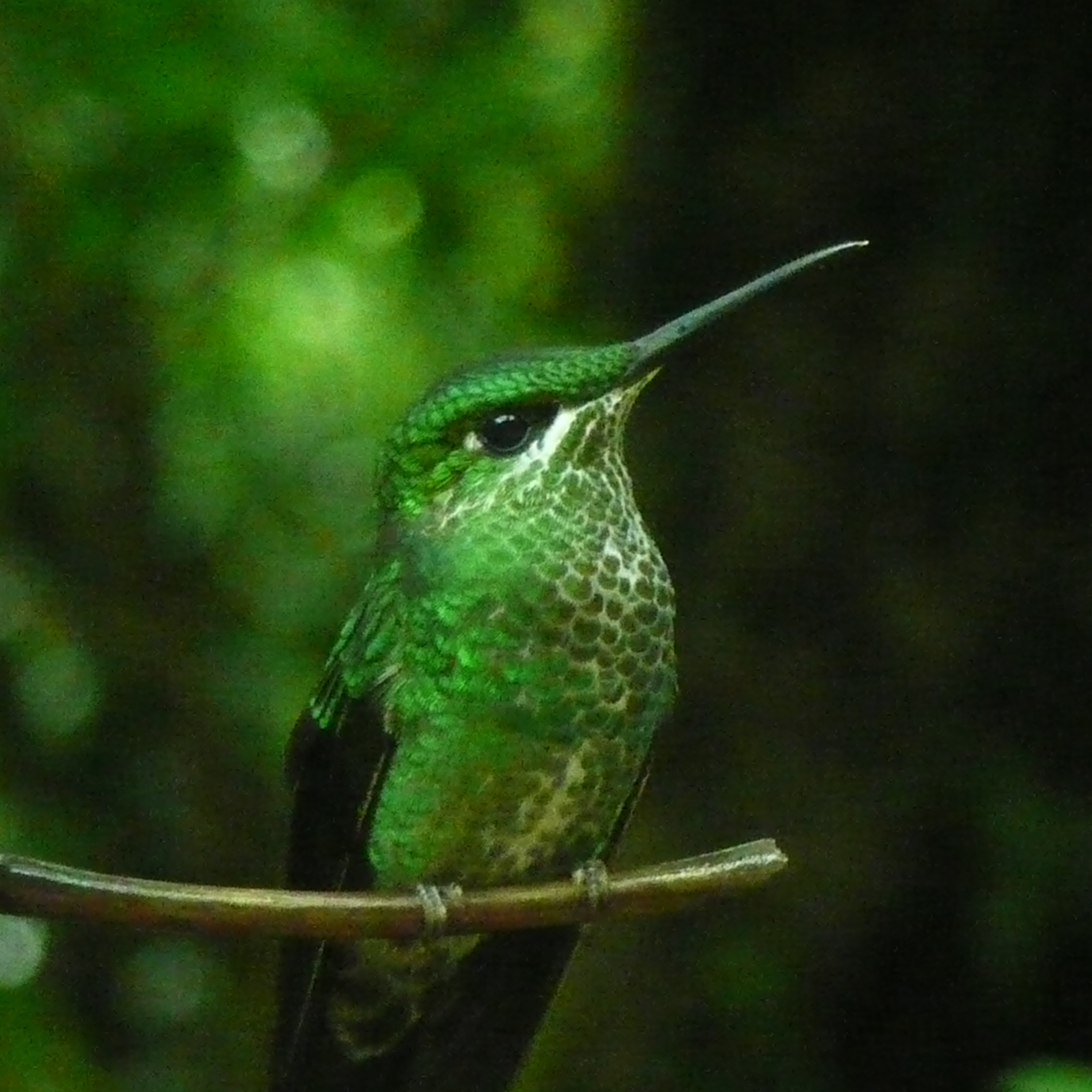
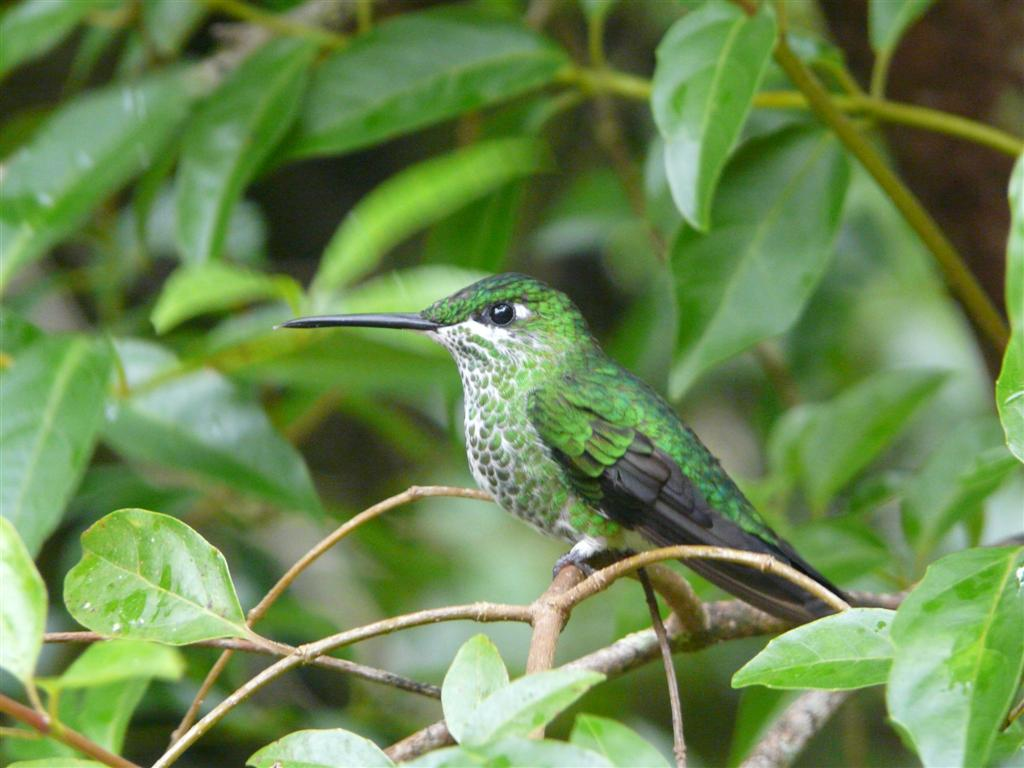